# Leplaea mayombensis
Leplaea mayombensis är en tvåhjärtbladig växtart som först beskrevs av François Pellegrin, och fick sitt nu gällande namn av Pierre Staner. Leplaea mayombensis ingår i släktet Leplaea och familjen Meliaceae. Inga underarter finns listade i Catalogue of Life.